# A Ticket for Everyone: Busted Live
A Ticket for Everyone is een livealbum van de Britse rockband Busted. Het bevat twaalf nummers die werden opgenomen tijdens een concert van de band in Manchester, Engeland, als onderdeel van hun tournee A Present for Everyone, plus de studio-opname van de single Thunderbirds are Go!.
Het album bestaat uit de liveopnamen van alle singles die de band heeft uitgebracht in Engeland, samen met de beide nummers van de single Thunderbirds/3am en het nummer "She Wants to Be Me", dat later in november ook als single werd uitgebracht. Verder stonden er nog een eigen vertolking van het nummer "Teenage Kicks" van de Ierse band The Undertones en het nummer "That Thing You Do" van A Present for Everyone op.
Bij de cd werd ook een dvd met dezelfde titel uitgegeven, met beeldmateriaal van het optreden, waar ook een versie van het nummer "Where is the Love?" van The Black Eyed Peas op staat.
In tegenstelling tot de twee studioalbums was A Ticket for Everyone een bescheiden hit: het piekte op 11 in de UK Albums Chart. Het verscheen niet in de Nederlandse of Belgische hitlijsten. Ondanks de bescheiden positie in de UK Albums Chart, bereikte het wel in het Verenigd Koninkrijk de platinastatus.
Twee maanden na het uitbrengen van het album ging de groep officieel uit elkaar.

## Tracklist
| Nr. | Titel                                              | Duur |
| --- | -------------------------------------------------- | ---- |
| 1.  | Air Hostess                                        | 6:31 |
| 2.  | That Thing You Do                                  | 3:48 |
| 3.  | What I Go to School For                            | 3:32 |
| 4.  | She Wants to Be Me                                 | 3:36 |
| 5.  | 3am                                                | 3:54 |
| 6.  | Who's David?                                       | 3:55 |
| 7.  | Thunderbirds Are Go!                               | 3:15 |
| 8.  | Teenage Kicks (Cover van The Undertones)           | 2:54 |
| 9.  | You Said No (Ook wel bekend als: "Crash and Burn") | 3:17 |
| 10. | Year 3000                                          | 3:55 |
| 11. | Sleeping with the Light On                         | 4:13 |
| 12. | Crashed the Wedding                                | 3:54 |
| 13. | Thunderbirds Are Go! (Studio versie)               | 3:11 |

| Nr. | Titel                                             | Duur |
| --- | ------------------------------------------------- | ---- |
| 1.  | Air Hostess                                       |      |
| 2.  | That Thing You Do                                 |      |
| 3.  | What I Go to School For                           |      |
| 4.  | She Wants to Be Me                                |      |
| 5.  | 3am                                               |      |
| 6.  | Why?                                              |      |
| 7.  | Britney                                           |      |
| 8.  | Who's David?                                      |      |
| 9.  | Teenage Kicks (Cover van The Undertones)          |      |
| 10. | Better Than This                                  |      |
| 11. | Where is the Love? (Cover van de Black Eyes Peas) |      |
| 12. | Fake                                              |      |
| 13. | Nerdy                                             |      |
| 14. | You Said No                                       |      |
| 15. | Year 3000                                         |      |
| 16. | Sleeping with the Light On                        |      |
| 17. | Crashed the Wedding                               |      |

## Hitlijsten
| Land                | Charts          | Charts       |
|                     | Hoogste positie | Aantal weken |
| ------------------- | --------------- | ------------ |
| Verenigd Koninkrijk | 11              | 12           |
| Ierland             | 35              | 8            |